# مایک آدامل
مایک آدامل (انگلیسی: Mike Adamle؛ زادهٔ ۴ اکتبر ۱۹۴۹) مجری تلویزیون، روزنامه‌نگار، بازیکن فوتبال آمریکایی، گزارشگر ورزشی، و مجری رادیو اهل ایالات متحده آمریکا است.
آدامل مجری ورزشی اغلب ایستگاه‌های تلویزیونی شیکاگو، از جمله تلویزیون دابلیو ال اس از سال ۱۹۸۲ تا ۱۹۸۹ تا قبل از میزبانی در برنامه گلادیاتورهای شورشی آمریکایی بوده‌است، او اولین دوره کار خود را از ۱۹۹۸ تا ۲۰۰۱ درتلویزیون WMAQ سپری کرد، سپس از ۲۰۰۱ تا ۲۰۰۴ درتلویزیون WBBM شاغل بود و بعد از آن به کانال ۵ منتقل شد و تا ۲۰۱۷ در آنجا مشغول به کار بود، تا اینکه پزشکان CTE که نوعی زوال عصبی که با زوال عقل همراه می‌باشد را در مورد او تشخیص دادند. آدامل با عارضه زوال عقل مجبور به بازنشستگی شد. در بیشتر سال‌های ۲۰۰۸، آدامل برای دبلیودبلیوئی در نقش‌های مختلفی از جمله مصاحبه‌گر، گزارشگر ورزشی بازی به‌بازی و مدیر کل برنامه ایفای نقش داشت.
از باشگاه‌هایی که در آن بازی کرده‌است می‌توان به شیکاگو بیرز، کانزاس سیتی چیفس و نیویورک جتز اشاره کرد.

## اوایل زندگی
آدامل در مولین، ایلینوی متولد شد، در کنت بزرگ شد و در سال ۱۹۶۷ از دبیرستان تئودور روزولت فارغ‌التحصیل شد. پدرش، تونی آدامل، نیز در دهه‌های ۱۹۴۰ و ۱۹۵۰ با کلیولند براونز موفقیت‌هایی پیدا کرد و سپس پزشک شد.

## فوتبال کالجی
آدامل فوتبال کالجی را در دانشگاه نورث‌وسترن در کنفرانس همایش ۱۰تای بزرگ بازی کرد. او در سال ۱۹۷۰ یک کاپیتان تیم، یک مدافع کناری تمام آمریکایی، و جزو باارزش‌ترین بازیکن ۱۰تای بزرگ بود. دوی ۳۱۶ یارد آدامل در برابر ویسکانسین در سال ۱۹۶۹ رکورد مدرسه را (با فاصله ۹۸ یارد) ثبت کرد که هنوز این رکورد پابرجاست. او همچنین رکورد ضربات برگشتی را در یک سال به نام خود ثبت کرد و در سال ۱۹۷۱ فارغ‌التحصیل شد.

## لیگ ملی فوتبال حرفه‌ای
آدامل شش سال در لیگ ملی فوتبال بازی کرد، هر سال در دو فصل با سه تیم. او در دور پنجم رقابت‌ها (۱۲۰ امتیاز در کل) برای کانزاس سیتی چیفس در دوره رقابتهای بازیکن آزاد لیگ ملی فوتبال به دست آورد و بعداً برای نیویورک جتز و شیکاگو بیرز بازی کرد. دوران حرفه‌ای او زمانی به پایان رسید که خرس‌های شیکاگو قبل از فصل ۱۹۷۷ از او چشم پوشی کردند تا میدان گسترده‌ای برای جان گیلیام باز کنند.

## پست حرفه‌ای لیگ ملی فوتبال

### گزارشگر و مفسر فوتبال
پس از بازنشستگی از فوتبال حرفه ای، آدامل به ان‌بی‌سی اسپورتس پیوست، جایی که او هم میزبان استودیو و هم گزارشگر حاشیه‌ای برای رویدادهای مختلف بود. او شش سال را با NBC ورزشی گذراند و میزبان اسپورتس ورلد و نمایش‌های قبل از بازی بود. او همچنین میزبان برنامه تلویزیونی گرند استند بود، که هم یک نمایش قبل از بازی برای لیگ ملی فوتبال (NFL) بود و هم یک مجموعه گلچین ورزشی در خارج از فصل NFL بود. در سال ۱۹۸۴، او گزارشگر جانبی ABC برای لیگ فوتبال ایالات متحده شد. در سال ۲۰۰۱، آدامل زمانی به فرد روگین از KNBC پیوست و در تیم پخش اولیه XFL NBC به تهیه گزاش حاشیه فوتبال بازگشت،

### گلادیاتورهای آمریکایی
او همچنین از سال ۱۹۸۹ تا ۱۹۹۶ مجری مشترک برنامه گلادیاتورهای آمریکایی (مجموعه تلویزیونی ۱۹۸۹) بود. آدامل همچنین میزبان گلادیاتورهای بین‌المللی با میزبانان بریتانیا و استرالیا بود و در یک سریال در کنار جان ساکس، مفسر بریتانیایی، شرکت داشت. او در اولین پخش فصل چهارم سریال مسائل خانوادگی در نقش خودش در یک قسمت از داستان گلادیاتورهای آمریکایی ظاهر شد. پس از پایان کار گلادیاتورهای آمریکایی، او خبرنگار ESPN شد.

### سایر رقابت‌ها
او همچنین بازی‌های المپیک زمستانی ۱۹۸۸ و المپیک تابستانی ۲۰۰۰ و ۲۰۰۴ را پوشش داد. در تابستان ۲۰۰۵، آدامل میزبان یکی دیگر از مجموعه برنامه‌های NBC، نبرد براوو از شبکه ستارگان واقعی بود. در ژوئیه ۲۰۰۶، آدامل یک مفسر تبلیغ خودرو فورد تحت عنوان گاو سواران حرفه ای (PBR) از شرکت فورد موتور شد (برنامه‌ای که NBC حقوق آن را تقسیم کرد).

### دبلیودبلیوئی (۲۰۰۸)
در ۲۷ ژانویه ۲۰۰۸، آدامل در رویال رامبل به عنوان مصاحبه‌کننده برای دبلیودبلیوئی شروع به کار کرد. او سپس در دبلیو دبلیوئی راو یا به عبارتی راو دوشنبه شب که یک برنامه تلویزیونی کشتی حرفه‌ای است به عنوان مصاحبه‌کننده نیز شاغل بود و اغلب با هر بار ظاهر شدن روی صفحه اشتباه می‌کرد. در طول اولین بازی خود، او به اشتباه از جف هاردی به عنوان «جف هاروی» یاد کرد. او بعداً در ۱۵ آوریل گوینده بازی به بازی ECW شد و جایگزین جوی استایلز گردید. آدامل طی این مدت با تغییر سمت خود در ECW به اشتباهات مکرر ادامه داد، در این خصوص مالک سابق و رزرو کننده ECW، پل هیمن و لنس استورم او را به خاطر این اشتباهات مورد انتقاد قرار دادند. در ۲۹ آوریل، آدامل پخش ECW را قبل از مسابقه اصلی ترک کرد و از شریکش تاز خواسته شد که همین کار را انجام دهد. این موضوع به داستانی تبدیل شد زیرا WWE گزارش کرد آدامل و تاز ممکن است به دلیل انتقاد طرفداران از تفسیر آدامل برنامه را ترک کرده باشند. هفته بعد، او تبلیغ برنامه را قطع کرد و از اقدامات خود عذرخواهی نمود.
در ۲۸ ژوئیه راو، معاون اجرایی شین مک ماهون اعلام کرد که آدامل مدیر کل جدید برند راو است. آدامل در طول تصدی خود به عنوان مدیر کل، مسابقات مختلفی را تبلیغ کرد که آنها را «آدامل اورجینال» نامید. در اپیزود ۲۷ اکتبر راو، به عنوان بخشی از اجرای داستانی خود، پس از اینکه اورتن شخصاً به او توهین کرد، به رندی اورتن سیلی زد. هفته بعد در راو، در بخش برنامه درون رینگ که بین شین مک ماهون و اورتون بود، آدامل از سمت خود به عنوان مدیر کل استعفا داد.